# Miro Kovačić
Miro Kovačić (Spalato, 29 agosto 1994) è un calciatore croato, centrocampista dell'Omiš.

## Caratteristiche tecniche
È un centrocampista centrale.

## Carriera

### Club
Cresciuto nelle giovanili dell'Hajduk Spalato, ha esordito il 17 maggio 2013 in un match vinto 1-0 contro l'Osijek. Nel febbraio 2020 si trasferisce dal Solin al Pajde allenato da Dejan Rakitić, fratello del più famoso Ivan. Ad agosto dello stesso anno si accasa tra le file del Zmaj Makarska militante in 3.HNL.
A livello di massime serie, conta 2 presenze nella prima divisione croata e 20 presenze nella prima divisione bosniaca.

### Nazionale
Convocato con la Croazia U-20 di Niko Kovač, ha preso parte al Mondiale 2013 di categoria disputando da titolare l'incontro vinto 2-1 contro la rappresentativa neozelandese.

## Statistiche

### Cronologia presenze e reti in nazionale
| Cronologia completa delle presenze e delle reti in nazionale ― Croazia under 20 | Cronologia completa delle presenze e delle reti in nazionale ― Croazia under 20 | Cronologia completa delle presenze e delle reti in nazionale ― Croazia under 20 | Cronologia completa delle presenze e delle reti in nazionale ― Croazia under 20 | Cronologia completa delle presenze e delle reti in nazionale ― Croazia under 20 | Cronologia completa delle presenze e delle reti in nazionale ― Croazia under 20 | Cronologia completa delle presenze e delle reti in nazionale ― Croazia under 20 | Cronologia completa delle presenze e delle reti in nazionale ― Croazia under 20 |
| Data                                                                            | Città                                                                           | In casa                                                                         | Risultato                                                                       | Ospiti                                                                          | Competizione                                                                    | Reti                                                                            | Note                                                                            |
| ------------------------------------------------------------------------------- | ------------------------------------------------------------------------------- | ------------------------------------------------------------------------------- | ------------------------------------------------------------------------------- | ------------------------------------------------------------------------------- | ------------------------------------------------------------------------------- | ------------------------------------------------------------------------------- | ------------------------------------------------------------------------------- |
| 17-6-2013                                                                       | Adalia                                                                          | Croazia under 20                                                                | 1 – 2                                                                           | Paraguay under 20                                                               | Amichevole                                                                      | -                                                                               | 65’                                                                             |
| 29-6-2013                                                                       | Adalia                                                                          | Croazia under 20                                                                | 2 – 1                                                                           | Nuova Zelanda under 20                                                          | Mondiali Under-20 2013                                                          | -                                                                               | 87’                                                                             |
| Totale                                                                          |                                                                                 | Presenze                                                                        | 2                                                                               |                                                                                 | Reti                                                                            | 0                                                                               |                                                                                 |